# الکس گاریدو
الکس گاریدو (انگلیسی: Aleix Garrido؛ زادهٔ ۲۲ فوریهٔ ۲۰۰۴) بازیکن فوتبال اهل اسپانیا است که در حال حاضر در پست هافبک برای بارسلونا بازی می‌کند.
وی همچنین در تیم‌های ملی فوتبال زیر ۱۸ سال اسپانیا، زیر ۱۹ سال اسپانیا، و زیر ۲۰ سال اسپانیا بازی کرده‌است.